# Karl Günther (Tiermediziner)
Karl Wilhelm Adalbert Günther, auch Carl Günther (* 28. Juli 1822 in Hannover; † 13. oder 14. Juli 1896 in Winne bei Wernshausen) war ein deutscher Tiermediziner.

## Leben

### Familie
Karl Günther war der Sohn des Lehrers und späteren Direktors der Hannoverschen Tierarzneischule (heute Stiftung Tierärztliche Hochschule Hannover) Friedrich Günter und dessen Ehefrau Dorothee Friederike Luise (1793–1864), die Tochter des Guts-Admodiateurs Johann Gottfried Dittmar; er hatte noch einen Bruder, die die juristische Laufbahn einschlug und Oberlandesgerichtsrat wurde.
Am 8. Oktober 1850 heiratete er Mathilde (geb. Wedekind) († 1895), die Tochter eines Fabrikanten aus Hannover; gemeinsam hatten sie zwei Söhne und zwei Töchter.
Er wohnte anfangs mit der Familie in Hannover in der Taubenstr. 9. Als er bei seinem Sohn auf der Domäne Winne starb, war er am Georgsplatz 18 in Hannover gemeldet.
Karl Günther verstarb an einer Darmperforation und wurde nach einer Überführung auf dem Engesohder Kirchhof (siehe Stadtfriedhof Engesohde) in Hannover beigesetzt.

### Werdegang
Karl Günther besuchte die Privatschule von Ernst Thierbach und das Lyzeum (siehe Kaiser-Wilhelm- und Ratsgymnasium Hannover) in Hannover; nach dem Schulbesuch bildete er sich innerhalb von zwei Jahren beim Amtmann Toppius in Eldagsen in der Landwirtschaft aus und somit auf seinen späteren Beruf als Tierarzt vor.
An Ostern 1841 kam er an die Tierarzneischule in Hannover, deren Lehrpersonal nur aus dem Direktor Ulrich Friedrich Hausmann und seinem Vater Friedrich Günther als Vize-Direktor.
Hausmann unterrichtete im Wintersemester über Osteologie, Beurteilung des Pferdes und theoretische Hufbeschlagkunde und im Sommer über Naturgeschichte der Wirbeltiere und Naturlehre und über äußere und innere Krankheiten. Sein Vater unterrichtete im Winter über Anatomie, Physiologie sowie Geburtshilfe und hielt anatomische und Operationsübungen ab, im Sommer dagegen unterrichtete er die Studenten in Botanik, Chemie, gerichtliche Tierheilkunde und Arzneimittellehre; unterstützt wurden die beiden durch den Sohn des Direktors, der das vermittelte Wissen in der Osteologie und Syndesmose wiederholte. Weil es keine klinischen Einrichtungen gab, bestand die praktische Ausbildung der Studenten in der Mitbesichtigung von Patienten, die dem Direktor Hausmann zugeführt wurden und in der Hilfeleistung bei Operationen. Das vermittelte Wissen wurde auf einem sehr niedrigen Niveau gehalten, weil die Studenten mit sehr wenigen Kenntnissen bereits aufgenommen wurden.
An Ostern 1843 bestand Karl Günther die tierärztliche Maturitätsprüfung und besuchte darauf noch ein Jahr lang die Berliner Tierarzneischule (siehe Anatomisches Theater der Tierarzneischule) und erhielt Unterricht bei Ernst Friedrich Gurlt als Anatom, Joachim Friedrich Christian Dieterichs als Chirurg sowie Hugo Hertwig und Werner Theodor Joseph Spinola (1802–1872) als Kliniker.
Zur weiteren Vervollständigung seiner Ausbildung reiste er im Frühjahr 1844 für ein Jahr zur Nationalen Veterinärschule (siehe École nationale vétérinaire d’Alfort) nach Maisons-Alfort in Frankreich und hatte Unterricht beim Direktor Eugene Renault (1805–1863), dem Anatom Félix Jean Jacques Rigot (1803–1847), dem Kliniker Henri-Onésime Delafond (1805–1861) und dem Hygieniker Jean-Henri Magne (1804–1885); anschließend hielt er sich an den Veterinärschulen in Toulouse und Lyon auf und reiste dann weiter an die Tierarzneischule in Stuttgart zum Direktor Eduard Hering sowie nach München zum Anatom Konrad Ludwig Schwab und abschließend nach Wien an das Tierarznei-Institut zu Georg Strauß (1800–1845).
Im August 1845 kehrte er wieder nach Hannover zurück und beschäftigte sich unter anderem mit Untersuchungen über die Lähmung von Oberschulternerven und veröffentlichte hierzu seine Ergebnisse 1865 im Magazin für die gesammte Thierheilkunde. Es ist sein Verdienst die Paralyse des Nervus suprascapularis diagnostisch und in der Hauptsache auch ätiologisch erforscht zu haben; er gab dadurch Anregungen zur Feststellung anderer durch Nervenlähmung veranlasster Lahmheiten.
Am 29. Oktober 1845 wurde er für ein Jahr als interimistischer Lehrer der Chirurgie an die Berliner Tierarzneischule berufen und hielt neben Vorlesungen über Chirurgie auch Operationsübungen ab. Am 20. Februar 1846 wurde er bereits wieder, auf eigenen Wunsch, entlassen, um als Hilfslehrer an der Tierarzneischule in Hannover tätig zu werden.
Nachdem Direktor Hausmann verstorben war, wurde Friedrich Günther im November 1847 zum Direktor und sein Sohn zum zweiten Hauptlehrer ernannt. Nachdem die Studienzeit auf fünf Semester festgelegt worden war, wurden noch ein Hilfslehrer für Fachdisziplinen und ein Hilfslehrer für die Hilfswissenschaften angestellt.
Eine der ersten Neuerungen in der Tierarzneischule, war der Bau einer Hospitalklinik mit Stallräumen sowie einer Anatomie- und Operationshalle und eine Instruktionsschmiede.
1853 wurde im Königreich Hannover das Studium auf drei Jahre erhöht und eine staatliche Prüfungsordnung für Tierärzte erlassen.
Karl Günther hielt in den Jahren von 1847 bis 1859 Vorlesungen über Anatomie, Chirurgie, gerichtliche und polizeiliche Tierheilkunde und leitete die Sezierübungen sowie die externe Klinik und, gemeinsam mit seinem Vater auch die stationäre Klinik und die Operationsübungen; in dieser Zeit veröffentlichte er 1851 im Journal des vétérinaires du midi einen französischen Beitrag Über die Behandlung der Strychninvergiftung mit Opium. Zusätzlich beschäftigte er sich, gemeinsam mit seinem Vater, mit der Bearbeitung der Schrift Beurteilungslehre des Pferdes und veröffentlichte 1859 hierzu ein umfangreiches Werk, unter anderem auch zu Zahnkrankheiten; gemeinsam erstellte er mit seinem Vater eine Kollektion kranker Gebisse, die im Besitz des Museums der Tierärztlichen Hochschule Hannover verblieb.
Nachdem sein Vater im März 1858 aus gesundheitlichen Gründen pensioniert worden war, übernahm Karl Günther die Geschäfte des Direktors sowie die Vorlesungen seines Vaters.
1859 wurde Andreas Christian Gerlach aus Berlin als Direktor an die Tierarzneischule nach Hannover berufen; dies führte dazu, dass Karl Günther weiterhin Unterricht in Anatomie und der gesamten Chirurgie gab, dazu hielt er Vorträge zum Exterieur des Pferdes und über Geburtshilfe. Anfänglich hatte er auch noch die Leitung der ambulatorischen Klinik, musste diese jedoch 1863 an den Hauptlehrer Carsten Harms abgeben, der auch die Operationsübungen übernahm. Mit der Abgabe der Klinikleitung bekam er nun zusätzlich die Aufgabe noch Vorträge über Pferdezucht und Hufbeschlag zu halten.
Er wurde 1867 von der Universität Gießen als Direktor an das dortige Tierarnzei-Institut sowie als ordentlicher Professor der Medizinischen Fakultät der Universität berufen.
Nachdem Gerlach zu Ostern 1870 an die Berliner Tierarzneischule gegangen war, wurde Karl Günther sein Nachfolger als Direktor in Hannover und dazu Departementstierarzt für den Landdrostei-Bezirk Hannover; nachdem er die Stelle als Departementstierarzt 1874 wieder abgegeben hatte, wurde er im Nebenamt Veterinär-Assessor des Medizinalkollegiums der Provinz Hannover mit dem Charakter als Medizinalrat.
Als Direktor der Tierarzneischule begründete er in verschiedenen Eingaben die Notwendigkeit, die Lehrerzahl zu vergrößern und die baulichen Einrichtungen zu erweitern, hatte hiermit jedoch zunächst keinen Erfolg; Gerlach, der als Berater hinzugezogen worden war, erachtete drei Fachlehrer und einen Lehrer der Grundwissenschaften für die Schule in Hannover als ausreichend und dessen Gutachten wurde als maßgebend anerkannt.
Eine erneute Eingabe führte 1873 dazu, dass im Juni 1873 der Referent für das Veterinärwesen im Landwirtschaftlichen Ministerium, Eduard Marcard, mit Gerlach nach Hannover kam, um sich die Verhältnisse vor Ort anzusehen; Gerlach vertrat hierbei die Ansicht, dass von der vorhandenen Instruktionsschmiede ein Raum für ein Museum abgezweigt werden könne, aber weitere Baulichkeiten seien unnötig; der preußische Staat habe in Berlin eine gut organisierte Schule und die Tierarzneischule in Hannover könne sich an diese anlehnen. Karl Günther konnte sich jedoch durchsetzen und es entstand ein neues Hauptgebäude, ein pathologisch-anatomisches Institut, ein neuer Pferdestall, ein isolierter Rotzstall, ein Versuchsstall und ein Hundespital, neben der Umgestaltung und Erweiterung der vorhandenen Einrichtungen; dazu wurden mehrere Lehrkräfte dazu gewonnen, unter anderem 1873 Christian Friedrich Rabe und 1877 Karl Dammann.  Dazu schlug Karl Günther vor, fünf Ordinariate einzurichten, und zwar für Anatomie, Physiologie, pathologische Anatomie, Pathologie und für Chirurgie, die auch genehmigt wurden.
Karl Günther wurde auch zu den Vorberatungen zum Entwurf des preußischen Viehseuchengesetzes hinzugezogen und wurde, nachdem die Technische Deputation für das Veterinärwesen geschaffen worden war, zu dessen außerordentlichem Mitglied ernannt.
Er begründete auch die erste Rossschlachterei an der Goseriede in Hannover, indem er den Schlachtergesellen Busch finanziell unterstützte.
Aus gesundheitlichen Gründen nahm er zum 1. Januar 1881 seinen Abschied als Direktor und ging in den Ruhestand; bei dieser Gelegenheit wurde er zum Geheimen Medizinalrat ernannt.

## Ehrungen und Auszeichnungen
Karl Günther erhielt am 5. August 1878 zur Hundert-Jahr-Feier der Tierarzneischule Hannover den Roten Adlerorden.

## Schriften (Auswahl)
- Wahre Schulterlähme beim Pferde. In: Magazin für die gesammte Thierheilkunde, Band 31. 1865. S. 215–227 (Digitalisat).
- Nouveau traitement contre l'empoisonnemont par la strychnin. In: Journal des vétérinaires du midi, 1851. Toulouse, 1851. S. 241–248 (Digitalisat).
- Die Beurtheilungslehre des Pferdes bezüglich dessen Dienst-, Zucht- und Handelswerthes: nebst einem Anhange über die Lehre von den gesunden und kranken Zähnen. Hannover, 1859 (Digitalisat).
- Topographische Myologie des Pferdes mit besonderer Berücksichtigung der locomotorischen Wirkung der Muskeln. Hannover, 1866 (Digitalisat).
- Die Zucht des wahren Gebrauchs- und Ackerpferdes. Bremen, 1868 (Digitalisat).
- Beiträge zum Situs des Rindes. 1875.
- Die königliche Thierarzneischule zu Hannover in den ersten Hundert Jahren ihres Bestehens. Hannover, 1878 (Digitalisat).
- Die Wuthkrankheit der Hunde. 1880.
- Das Kapaunen der Hähne. In: Berliner Thierärztliche Wochenschrift, Band 6 vom 27. März 1890. S. 97–100 (Digitalisat).
- Studien über das Kehlkopfpfeifen der Pferde. Karlsruhge, 1893 (Digitalisat).